# Primera División de Chipre 2023-24
La Primera División de Chipre 2023-24 fue la 85.ª edición de la Primera División de Chipre, el máximo evento del fútbol profesional. La temporada comenzó el 18 de agosto de 2023 y terminará el 19 de mayo de 2024.

## Ascensos y descensos
| Pos. | de la Primera División de Chipre 2022-23 |
| ---- | ---------------------------------------- |
| 12.º | Enosis Neon Paralimni                    |
| 13.º | Akritas Chlorakas                        |
| 14.º | Olympiakos Nicosia                       |

| Pos. | de Segunda División de Chipre 2022-23 |
| ---- | ------------------------------------- |
| 1.º  | Othellos Athienou                     |
| 2.º  | AEZ Zakakiou                          |
| 3.º  | Ethnikos Achnas                       |

## Sistema de competición
Los catorce equipos participantes jugarán entre sí todos contra todos dos veces totalizando 26 partidos cada uno, al término de la fecha 26 los seis primeros clasificados pasarán a integrar el Grupo campeonato, los ocho últimos clasificados integrarán el Grupo descenso.

## Equipos participantes
| Club                   | Ciudad         | Estadio                      | Capacidad |
| ---------------------- | -------------- | ---------------------------- | --------- |
| AEK Larnaca            | Larnaca        | AEK Arena                    | 7.400     |
| AEL Limassol           | Limassol       | Estadio Tsirio               | 13.331    |
| AEZ Zakakiou           | Limassol       | Estadio Ammochostos          | 5.500     |
| Anorthosis Famagusta   | Larnaca        | Estadio Antonis Papadopoulos | 10.230    |
| APOEL Nicosia          | Nicosia        | Estadio GSP                  | 22.859    |
| Apollon Limassol       | Limassol       | Estadio Tsirio               | 13.331    |
| Aris Limassol          | Limassol       | Estadio Tsirio               | 13.331    |
| Doxa Katokopias        | Katokopia      | Estadio Ammochostos          | 5.500     |
| Ethnikos Achnas        | Achna          | Estadio Dasaki               | 7.200     |
| Karmiotissa Polemidion | Pano Polemidia | Estadio Pafiako              | 9.394     |
| Nea Salamina Famagusta | Famagusta      | Estadio Ammochostos          | 5.500     |
| Omonia Nicosia         | Nicosia        | Estadio GSP                  | 22.859    |
| Othellos Athienou      | Larnaca        | Estadio Ammochostos          | 5.500     |
| Pafos                  | Pafos          | Estadio Pafiako              | 9.394     |

## Clasificación

### Tabla de posiciones
| Pos. | Equipo                 | Pts. | PJ | G  | E  | P  | GF | GC | Dif. | Clasificación 2023-24 |
| ---- | ---------------------- | ---- | -- | -- | -- | -- | -- | -- | ---- | --------------------- |
| 1    | APOEL Nicosia          | 59   | 26 | 18 | 5  | 3  | 54 | 16 | +38  | Grupo Campeonato      |
| 2    | Aris Limassol          | 56   | 26 | 18 | 2  | 6  | 53 | 21 | +32  | Grupo Campeonato      |
| 3    | AEK Larnaca            | 52   | 26 | 15 | 7  | 4  | 44 | 26 | +18  | Grupo Campeonato      |
| 4    | Pafos                  | 50   | 26 | 15 | 5  | 6  | 48 | 20 | +28  | Grupo Campeonato      |
| 5    | Omonia Nicosia         | 49   | 26 | 14 | 7  | 5  | 49 | 30 | +19  | Grupo Campeonato      |
| 6    | Anorthosis Famagusta   | 47   | 26 | 14 | 5  | 7  | 38 | 23 | +15  | Grupo Campeonato      |
| 7    | Apollon Limassol       | 38   | 26 | 10 | 8  | 8  | 37 | 27 | +10  | Grupo Descenso        |
| 8    | Nea Salamina Famagusta | 36   | 26 | 10 | 6  | 10 | 34 | 39 | −5   | Grupo Descenso        |
| 9    | AEL Limassol           | 30   | 26 | 9  | 3  | 14 | 34 | 45 | −11  | Grupo Descenso        |
| 10   | Ethnikos Achnas        | 26   | 26 | 6  | 8  | 12 | 39 | 56 | −17  | Grupo Descenso        |
| 11   | Karmiotissa Polemidion | 20   | 26 | 5  | 5  | 16 | 31 | 53 | −22  | Grupo Descenso        |
| 12   | AEZ Zakakiou           | 16   | 26 | 2  | 10 | 14 | 28 | 59 | −31  | Grupo Descenso        |
| 13   | Othellos Athienou      | 15   | 26 | 3  | 6  | 17 | 20 | 52 | −32  | Grupo Descenso        |
| 14   | Doxa Katokopias        | 12   | 26 | 3  | 3  | 20 | 14 | 56 | −42  | Grupo Descenso        |

Actualizado a los partidos jugados el 21 de febrero de 2024.
 Fuente: Soccerway

## Grupo Campeonato
| Pos. | Equipo               | Pts. | PJ | G  | E  | P  | GF | GC | Dif. | Clasificación 2024-25                                   |
| ---- | -------------------- | ---- | -- | -- | -- | -- | -- | -- | ---- | ------------------------------------------------------- |
| 1    | APOEL Nicosia (C)    | 73   | 36 | 22 | 7  | 7  | 63 | 24 | +39  | Primera ronda clasificatoria de Liga de Campeones       |
| 2    | AEK Larnaca          | 73   | 36 | 21 | 10 | 5  | 57 | 31 | +26  | Segunda ronda clasificatoria de Liga Europa Conferencia |
| 3    | Omonia Nicosia       | 69   | 36 | 20 | 9  | 7  | 62 | 37 | +25  | Segunda ronda clasificatoria de Liga Europa Conferencia |
| 4    | Aris Limassol        | 65   | 36 | 20 | 5  | 11 | 63 | 34 | +29  |                                                         |
| 5    | Pafos                | 62   | 36 | 18 | 8  | 10 | 60 | 33 | +27  | Primera ronda de la Liga Europa                         |
| 6    | Anorthosis Famagusta | 53   | 36 | 15 | 8  | 13 | 46 | 42 | +4   |                                                         |

Actualizado a los partidos jugados el 11 de mayo de 2024.
 Fuente: Soccerway
Notas:
1. ↑  El Pafos se clasificó a la Liga Europa como campeón de la Copa de Chipre.

## Grupo Descenso
| Pos. | Equipo                 | Pts. | PJ | G  | E  | P  | GF | GC  | Dif. | Clasificación 2024-25                 |
| ---- | ---------------------- | ---- | -- | -- | -- | -- | -- | --- | ---- | ------------------------------------- |
| 1    | Apollon Limassol       | 66   | 40 | 18 | 12 | 10 | 64 | 38  | +26  |                                       |
| 2    | AEL Limassol           | 54   | 40 | 15 | 9  | 16 | 61 | 68  | −7   |                                       |
| 3    | Nea Salamina Famagusta | 51   | 40 | 14 | 9  | 17 | 52 | 61  | −9   |                                       |
| 4    | Ethnikos Achnas        | 50   | 40 | 13 | 11 | 16 | 70 | 79  | −9   |                                       |
| 5    | Karmiotissa Polemidion | 40   | 40 | 10 | 10 | 20 | 58 | 77  | −19  |                                       |
| 6    | Doxa Katokopias (D)    | 35   | 40 | 10 | 5  | 25 | 34 | 77  | −43  | Descenso a Segunda División de Chipre |
| 7    | Othellos Athienou (D)  | 33   | 40 | 8  | 9  | 23 | 48 | 77  | −29  | Descenso a Segunda División de Chipre |
| 8    | AEZ Zakakiou (D)       | 18   | 40 | 2  | 12 | 26 | 40 | 100 | −60  | Descenso a Segunda División de Chipre |

Actualizado a los partidos jugados el 12 de mayo de 2024.
 Fuente: Soccerway

## Goleadores
- Actualizado al 7 de mayo de 2024[2]

| Pos. | Goleador             | Equipo                 | Goles |
| ---- | -------------------- | ---------------------- | ----- |
| 1    | Marios Ilia          | Ethnikos Achnas        | 19    |
| 2    | Enzo Cabrera         | Ethnikos Achnas        | 18    |
| 2    | Andreas Katsantonis  | Karmiotissa Polemidion | 18    |
| 4    | Fran Sol             | AEK Larnaca            | 15    |
| 4    | Jairo                | Pafos                  | 15    |
| 6    | Muamer Tankovic      | Pafos                  | 14    |
| 7    | Sergio Castel        | Anorthosis Famagusta   | 12    |
| 7    | Willy Semedo         | Omonia Nicosia         | 12    |
| 9    | Pedro Marques        | Apollon Limassol       | 11    |
| 10   | Andronikos Kakoullis | Omonia Nicosia         | 9     |
| 10   | Yannick Gomis        | Aris Limassol          | 9     |
| 10   | Fiorin Durmishaj     | Nea Salamina Famagusta | 9     |
| 10   | Sekou Gassama        | Anorthosis Famagusta   | 9     |